# فرانک بریگز (بازیکن فوتبال)
فرانک بریگز (انگلیسی: Frank Briggs; ۱ فوریهٔ ۱۹۱۷ – ۱۱ آوریل ۱۹۸۴) بازیکن فوتبال اهل بریتانیا بود.
از باشگاه‌هایی که در آن بازی کرده‌است می‌توان به باشگاه فوتبال پورت ویل، باشگاه فوتبال ورکسام و باشگاه فوتبال استون ویلا اشاره کرد.